# Michaił Taskin
Michaił Taskin (ur. 27 sierpnia 1986 w obwodzie karagandyjskim) – kazachski wioślarz.

## Osiągnięcia
- Mistrzostwa Świata Juniorów – Ateny 2003 – dwójka podwójna – 19. miejsce[1].
- Mistrzostwa Świata – Poznań 2009 – dwójka podwójna – 17. miejsce[1].